# Леонтьев, Сергей Михайлович (политический деятель)
Сергей Михайлович Леонтьев (1879, имение Воронино Ростовского уезда Ярославской губернии — 13 ноября 1937, Бутовский полигон) — временно исполняющий обязанности Московского градоначальника в 1917 году, затем товарищ Министра внутренних дел Временного правительства. Один из лидеров «Тактического центра» в период Гражданской войны. После 1920 года был неоднократно арестован. Расстрелян в 1937 году, реабилитирован посмертно.

## Биография
Родился в семье помещика, предводителя дворянства Владимирской губернии (с 1891), действительного статского советника Михаила Михайловича Леонтьева (1853—1901) и Марии Евгеньевны Демидовой (?—1915). У них было шестеро детей, Сергей — старший ребёнок в семье.
Выпускник историко-филологического факультета Московского университета (1905). Служил в земстве Ярославской губернии. Имел чин титулярного советника, кандидат в депутаты дворянства Ростовского уезда, почетный мировой судья Ростовского уезда, член Ростовского училищного совета. В 1909—1917 годах был председателем Ростовской Уездной Земской Управы; активно занимался устройством больниц для крестьян, школ и библиотек.
Начиная с 1915 года — заведующий отделом заказов и член Главного комитета по снабжению армии Всероссийского земского и городского союзов (Земгор).
После событий февраля 1917 года участвовал в организации, а с 1 марта по 20 апреля 1917 года член исполкома Московских общественных организаций как представитель цензовой группы от Земгора. С 2 марта по 20 апреля 1917 года являлся временно исполняющим обязанности московского градоначальника и комиссаром Московских общественных организаций по гражданской части; с 20 апреля по 2 июля — товарищ министра внутренних дел Временного правительства — контролировал Главное управление по делам местного хозяйства, стоял во главе группы разработчиков реформы местного самоуправления. Ушёл в отставку со всех позиций во Временном правительстве после июльского кризиса.
В начале августа участвовал в организации Совещания общественных деятелей, был одним из разработчиков программы действий этой организации: доведение войны до победы вместе с союзниками, активное сопротивление социалистическим движениям в экономической жизни, восстановление крепкого и упорядоченного строя.
Участвовал в московском государственном совещании (12—15 августа 1917 г.). Вместе с Д. М. Щепкиным и А. Е. Грузиновым стоял за раскол среди участников Государственного совещания для объединения всех деятелей, не вошедших в Советы под руководством меньшевиков и эсеров. Целью объединения было добиться от Временного правительства запрета и прекращения революционной пропаганды в армии и введения в ней «старой» строгой дисциплины. Состоял членом Предпарламента.
В середине октября 1917 года вошёл в руководство Совещания общественных деятелей, а после отъезда в конце октября М. В. Родзянко из Москвы стал заместителем председателя Совещания общественных деятелей; в феврале — марте 1918 участвовал в разработке его программы (борьба с Советской властью, восстановление частной собственности, признание в качестве единственной формы правления в России конституционной монархии). Был сторонником прогерманской линии. В марте 1918 года участвовал в организации в Москве объединения антисоветских организаций «Правый центр»; с апреля 1918 года работал членом правления Центрального кооперативного товарищества плодоводов и огородников (Плодоовощ).
С образованием весной 1919 года «Тактического центра» делегирован в него от Совещания общественных деятелей, входил в его военную комиссию. Являлся профессором юридического факультета Московского университета. С. А. Котляревский писал: «Леонтьев считался человеком исключительно сильной воли и ясного практического ума и импонировал даже более левым членам „Союза возрождения“, которые существенно расходились с ним в программных вопросах. Леонтьев при своей кажущейся относительной правизне относился к большевизму как к господствующей силе с уважением, но его возмущал полубольшевизм эсеров и меньшевиков».
Арестован в феврале 1920 года; в августе приговорён к расстрелу, но, приняв во внимание раскаяние Леонтьева, осуждение «белого движения» и иностранной военной интервенции, желание участвовать в восстановлении народного хозяйства, Верховный ревтрибунал заменил расстрел 10 годами лишения свободы. Постановлением Президиума ВЦИК от 29 сентября 1922 года освобождён. В мае 1924 года вновь арестован, в июне освобождён. В октябре 1930 года последовал новый арест с высылкой в январе 1931 года на Урал; в августе 1932 — освобождён.
К 1937 году вернулся, работал по договорам с Комитетом вечной мерзлоты АН СССР и Сануправлением РККА. Снова арестован 23 сентября 1937 года в рамках «кулацкой операции НКВД». 11 ноября 1937 года по обвинению в «контрреволюционной агитации и контрреволюционной деятельности» приговорён к расстрелу «тройкой» при УНКВД по Московской области. Расстрелян 13 ноября 1937 года. Место захоронения  — полигон Бутово.

### Реабилитации
- По делу 1931 года реабилитирован в январе 1989[9] .
- По делу 1937 года реабилитирован в июне 1989 г[8].
- По делу 1920 года (дело «Тактического центра») в 1992 году заключением Генеральной прокуратуры РФ в соответствии со статьёй 4 Закона РСФСР «О реабилитации жертв политических репрессий» в реабилитации отказано[6].

## Семья
- Жена — Елизавета Александровна Танеева (1881—1964), дочь действительного тайного советника А. С. Танеева, сестра Анны Вырубовой. Е. А. Леонтьева работала в музее Новодевичьего монастыря, на кладбище монастыря она была и похоронена; там же могилы её дочерей.
  - Дочь —  Наталия (1903—1964) — работала в ЦДРИ, Москва.
  - Сын —  Пётр (1905 — около 1930) — погиб в боях с басмачами в Казахстане.
  - Дочь —  Елизавета (1914—1989) — первый муж, Георгий Засульский (1898—?); второй муж, Григорий Горохов (погиб около 1942 года под Ленинградом); сын Александр Леонидович Леонтьев (1938—?). Третий муж, Леонид Загурский (1904—1962) — офицер, усыновил сына от второго брака.

## Адреса
- 1937 — Новинский бул., д. 16, кв. 14[8].